# Altes Rathaus (Strümpfelbach)

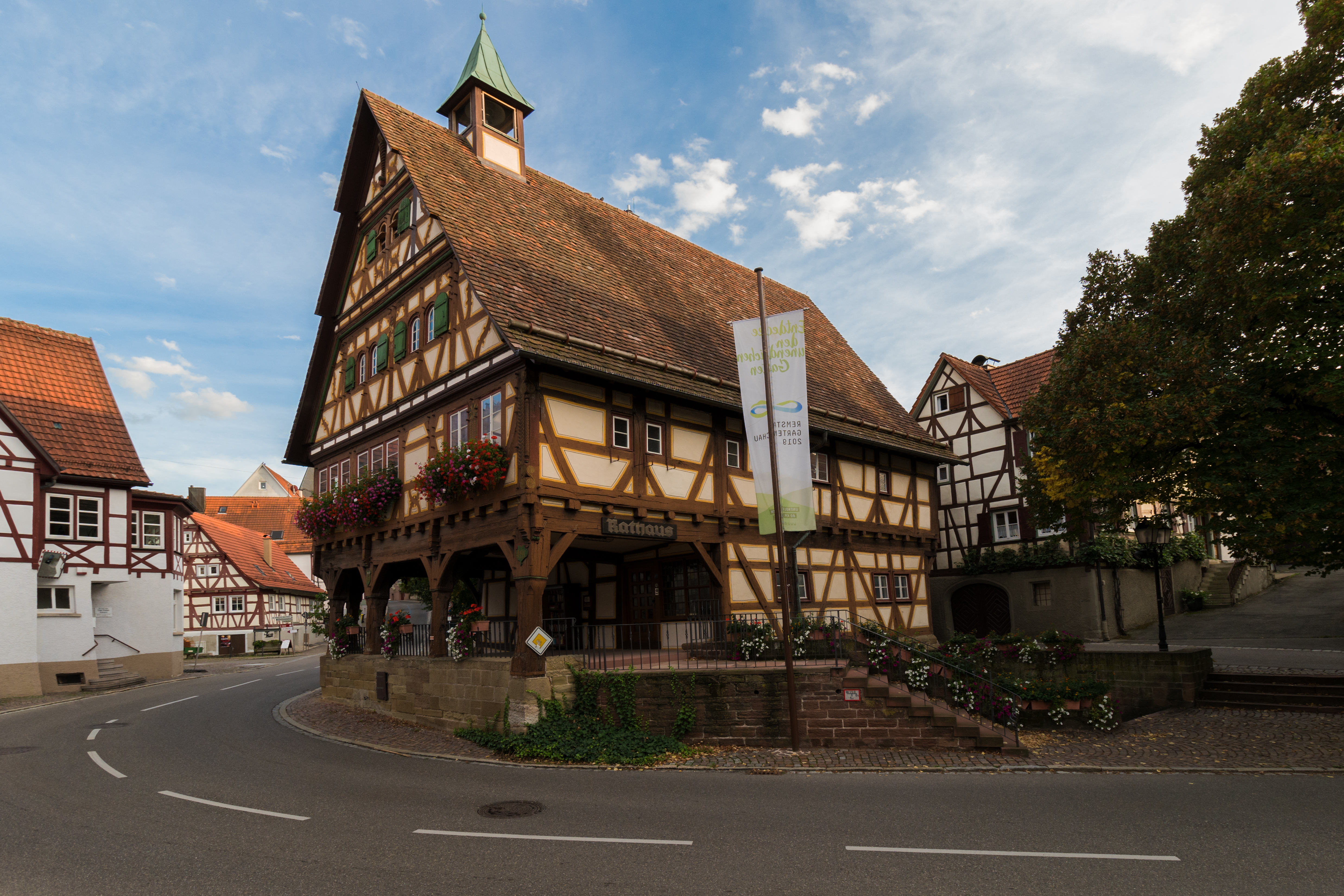
Altes Rathaus in Strümpfelbach

Das Alte Rathaus liegt im Ortskern des Ortsteils Strümpfelbach der baden-württembergischen Stadt Weinstadt. Das Gebäude ist als Kulturdenkmal nach § 28 DSchG geschützt.

## Geschichte
Das Gebäude wurde 1591 gebaut. Dies belegt eine Jahreszahl auf einem Wappen an der Nordseite des Gebäudes. 1720/1721 wurde die Ratsstube vergrößert. 1956 sind die Treppe ins Obergeschoss und die Ausstattung des Ratssaals, der Dachreiter und die Außenanlagen entstanden. 2013/2014 wurde das Dach erneuert.
Das Gebäude steht aktuell leer.

## Das Gebäude
Bei dem Gebäude handelt es sich um ein zweistöckiges Fachwerkhaus, welches ein Satteldach über drei Dachebenen hat. Des Weiteren verfügt es über ein massives Kellergeschoss. Die Giebelseite des Gebäudes ist zur Hauptstraße, der Hauptverkehrsachse von Strümpfelbach ausgerichtet.
Das Gebäude ist 14,5 m lang und 10,5 m breit. Die Höhe von der Hindenburgstraße bis zur Dachfirst beträgt 15,2 m, vom Kellerboden bis zur Dachfirst 17,1 m.

## Bilder

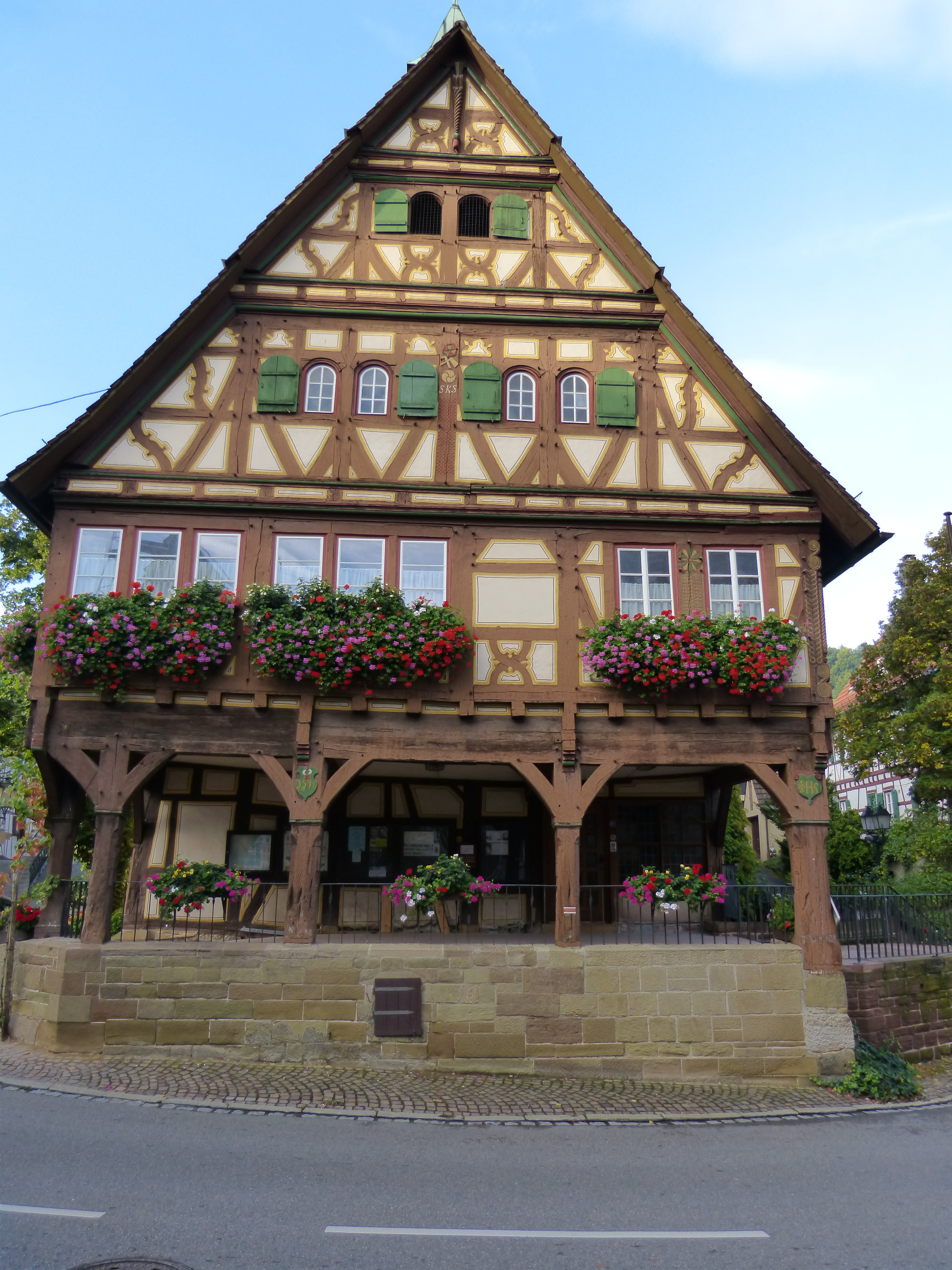
Frontalansicht gesehen von der Hauptstraße
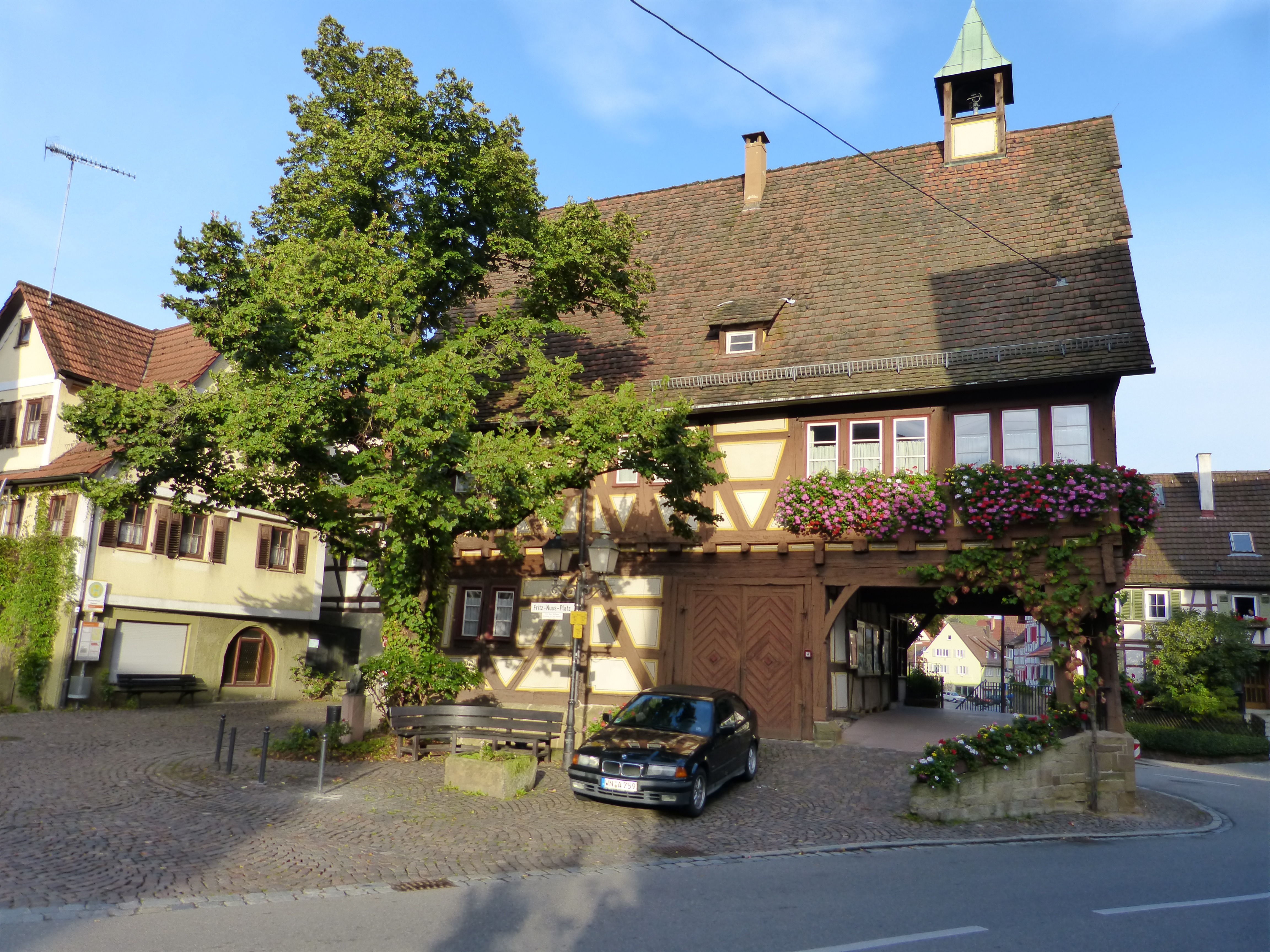
Seitenansicht
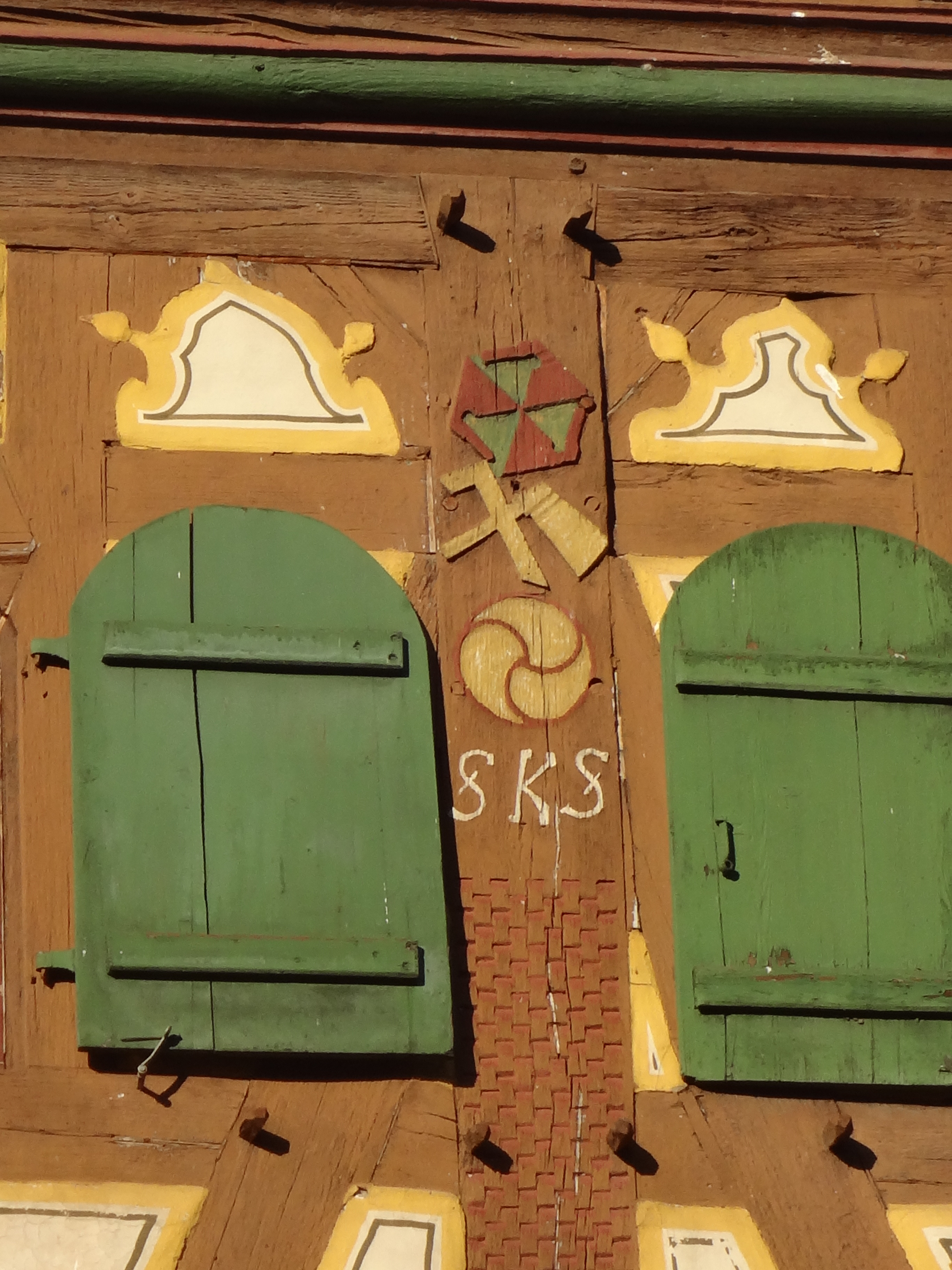
Fenster
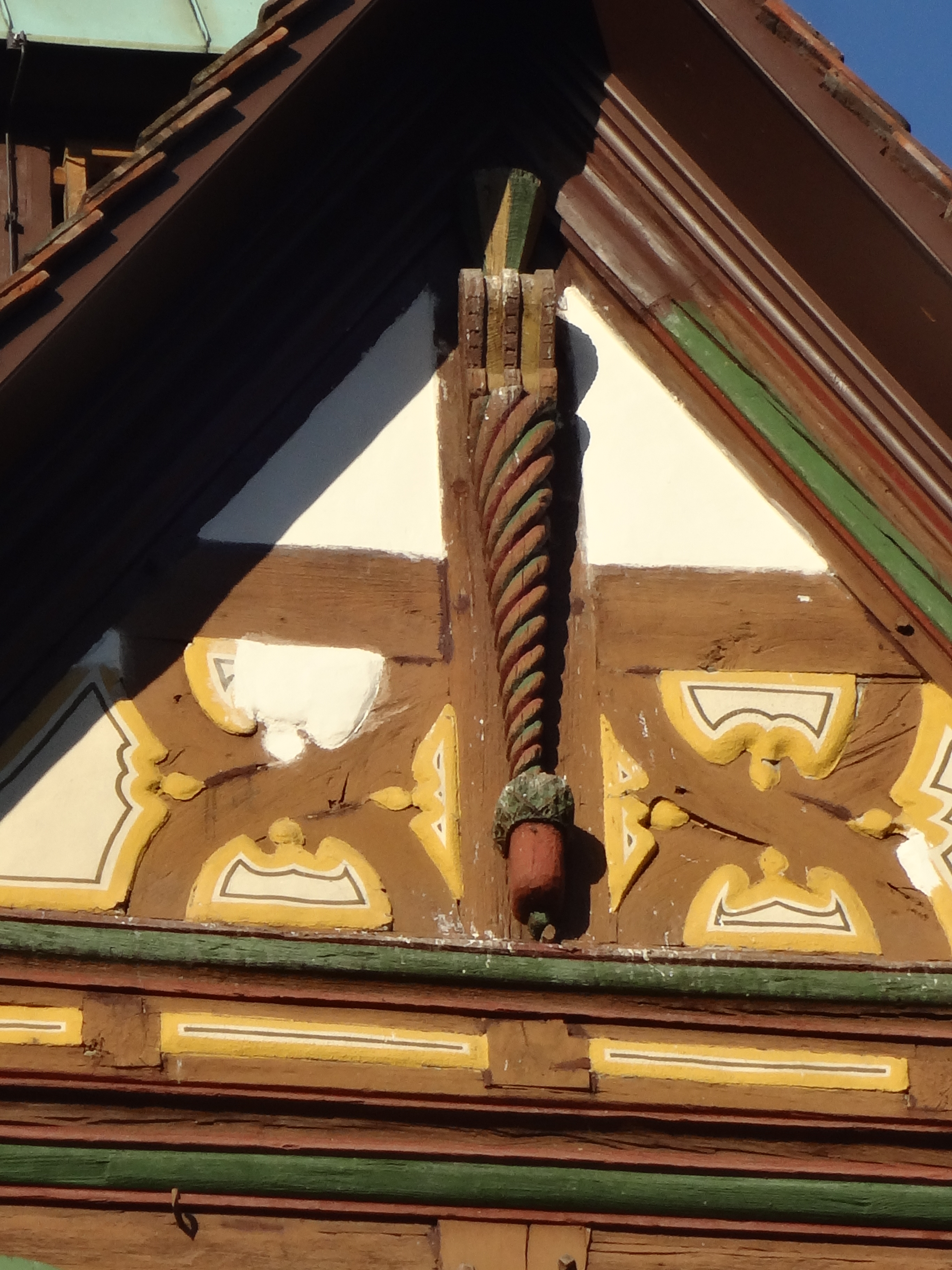
Dekoration unter der Dachfirst
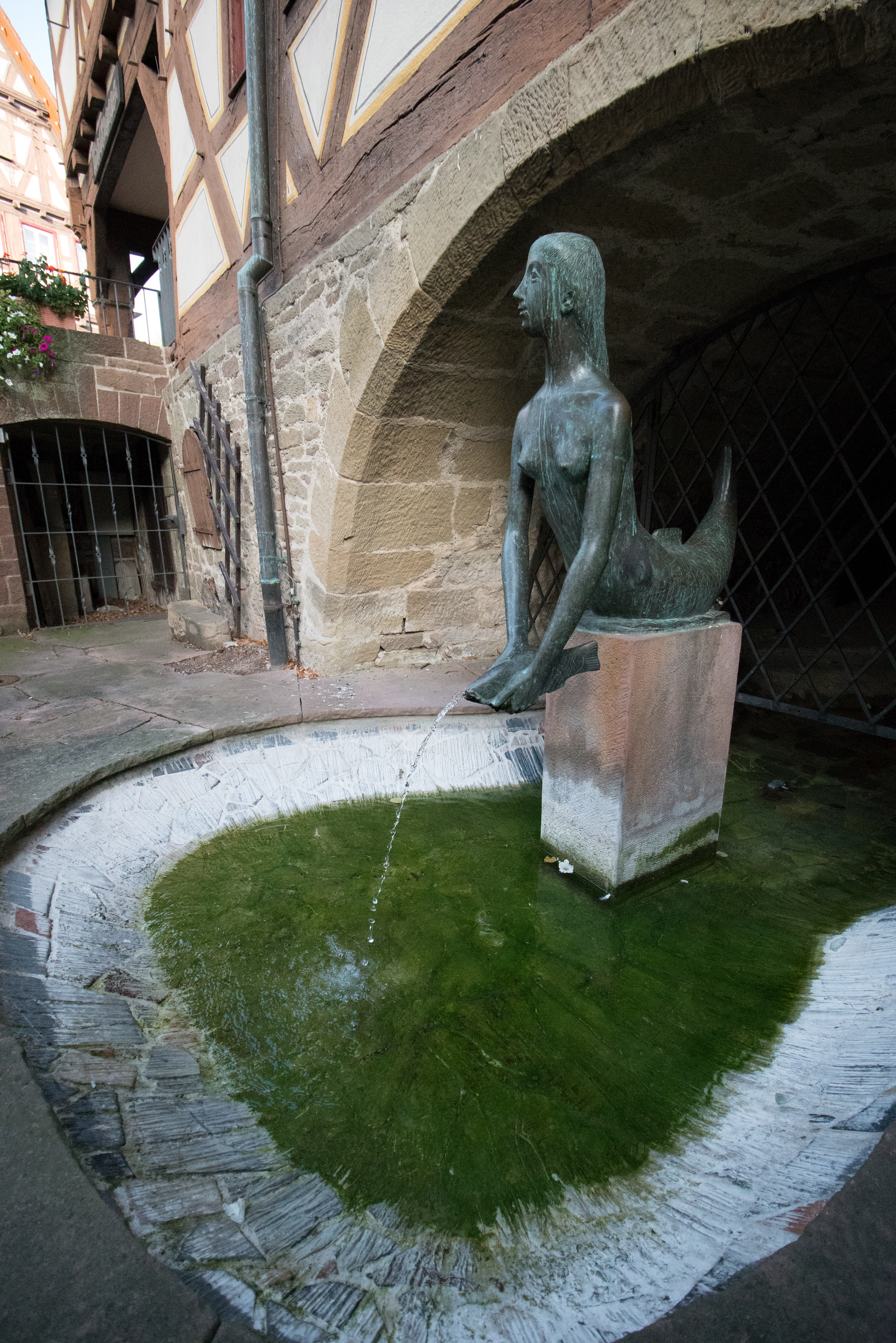
Brunnen am Gebäude